# 소공자 (1980년 영화)
소공자(Little Lord Fauntleroy)는 영국에서 제작된 잭 골드 감독의 1980년 드라마, 가족 영화이다. 릭 슈로더 등이 주연으로 출연하였고 노먼 로즈몽 등이 제작에 참여하였다.

## 출연

### 주연
- 릭 슈로더
- 알렉 기네스

### 조연
- 에릭 포터
- 콜린 블레이커리
- 코니 부스
- 레이첼 켐슨
- 카멜 맥쉐리
- 안토니아 펨버턴
- 롤프 색슨
- 존 카터
- 피터 코플리
- 팻시 로우랜즈
- 앤 웨이
- 패트릭 스튜어트
- 게리 코우퍼
- 해리 잭슨
- 토니 멜로디
- 케이트 하퍼
- 로한 맥컬러프
- 발라드 버클리
- 노먼 피트
- 빌 나이

## 제작진
- 원작자: 프랜시스 호지슨 버넷
- 협력프로듀서: 윌리엄 힐
- 미술: 허버트 웨스트브룩
- 의상: 올가 레흐만
- 배역: 아이린 램

## 같이 보기
- 소공자 (1921년 영화)
- 소공자 (1936년 영화)